# Tetragonus
Tetragonus là một chi bướm đêm thuộc họ Callidulidae.

## Các loài
- Tetragonus catamitus Geyer, 1832
- Tetragonus lycaenoides (Felder, 1874)